# 石竹叶苔炭黑粉菌
石竹叶苔炭黑粉菌（学名：Anthracoidea caryophylleae）是属于黑粉菌目炭黑粉菌科炭黑粉菌属的一种真菌，寄生在苔草属植物上。该种分布于中国、哈萨克斯坦、格鲁吉亚、阿塞拜疆、亚美尼亚、挪威、瑞典、芬兰、拉脱维亚、俄罗斯、波兰、匈牙利、德国、奥地利、瑞士、西班牙、意大利、南斯拉夫、罗马尼亚、保加利亚、加拿大、美国等地。